# Journal canadien de chirurgie
 (juin 2014).
Le contenu est difficilement compréhensible vu les erreurs de traduction, qui sont peut-être dues à l'utilisation d'un logiciel de traduction automatique.
Le Journal canadien de chirurgie (« Canadian Journal of Surgery »), également connu sous l'abréviation CJS ou Can J Surg, est une revue médicale spécialisé en chirurgie, publié par l'Association médicale canadienne. Il publie des recherches originales, des critiques, des nouvelles de sociétés chirurgicales, mises à jour techniques et des éditoriaux. Les rédacteurs en chef sont le Dr Vivian McAlister, chirurgien généraliste à London en Ontario, et le Dr Edward Harvey, chirurgien orthopédiste à Montréal, Québec. Le Can J Surg  a été revue chirurgicale du Canada record depuis 1957. La revue est distribuée à chaque chirurgien au Canada et est disponible gratuitement dans le monde entier.
Can J Surg est une publication en libre accès par les dépôts sans délai sur PubMed Central. Le journal est accessible gratuitement sur demande.

## Historique
Can J Surg a été créé à la suite d'une collaboration entre les départements universitaires canadiens de chirurgie, le Collège royal des médecins et chirurgiens du Canada et l'Association médicale canadienne. En 1957, les principaux groupes chirurgicaux demandé l'Association médicale canadienne pour procéder à la publication de Can J Surg.  Le comité de rédaction fondateur composée de professeurs de chirurgie dans les douze facultés de médecine au Canada à l'époque. Le président du Collège royal des médecins et chirurgiens du Canada a présidé le comité de rédaction. Le premier numéro a été publié le 1er octobre 1957.
Un des premiers articles publiés en 1957 par Can J Surg a donné une première description de staphylocoque infection nosocomiale causé un problème qui persiste encore aujourd'hui, plus de la moitié un siècle plus tard. Robert B. Salter, un chirurgien orthopédiste canadien pionnier publié plusieurs de ses conclusions dans Can J Surg y compris la description de dislocation congénitale de la hanche.  Le journal a été utilisé pour la réflexion concernant la chirurgie au Canada, comme le mémorial de Edward William Archibald écrit par Wilder Penfield et l'autre par William E Gallie concernant George Armstrong Peters, professeur de chirurgie à l'Université de Toronto 1903-1907. Gallie, un des fondateurs de la formation en chirurgie moderne, a joué un rôle de leadership important en chirurgie en Amérique du Nord comme le président le plus longtemps de la American College of Surgeons, pour un six ans sans précédent au cours de la Seconde Guerre mondiale. Il a publié dans la revue avant lui aussi a été commémoré.   
Wilfred Gordon Bigelow, connu pour son rôle dans le développement de la stimulateur cardiaque et l'utilisation de hypothermie en chirurgie à cœur ouvert, a publié une série de documents concernant la physiologie de microcirculation et la technique chirurgicale comme le remplacement de la valve aortique.  William Thornton Mustard, un pionnier de la congénitale chirurgie malformation cardiaque, a rapporté dans Can J Surg les résultats de défaut septal ventriculaire réparation children. Mustard a été l'un des premiers à utiliser le circuit cardio-pulmonaire (cardio-pulmonary bypass) et il a indiqué dans Can J Surg son effet sur coagulation. Eldon Busby, de London, en Ontario a été l'un des premiers urologues au Canada. Son article sur cobalt rayonnement de cancer de la vessie a été l'une des premières descriptions de ce traitement. Can J Surg a publié des critiques sur l'état de l'art notamment description de anévrisme cérébral chirurgie par Charles George Drake et transplantation rénale par prix Nobel lauréat Joseph Murray

## Histoire de la chirurgie au Canada
Articles d'histoire publiés dans Can J Surg décrivent collectivement l'histoire de la chirurgie au Canada. Articles et rapports scientifiques décrivent collectivement le développement de la chirurgie au Canada, en particulier les plus récents spécialités chirurgicales tels que transplantation d'organe, Chirurgie cardiaque et Traumatologie.

## Rédacteurs en chef
Les rédacteurs en chef actuels et passés de Can J Surg sont énumérées ci-dessous actuels et passés de Can J Surg sont énumérées ci-dessous:
- Robert M. Janes, 1957–1964
- Frederick G. Kergin, 1964–1972
- Lloyd D. MacLean, 1972–1992
- C. Barber Mueller, 1972–1992
- Roger G. Keith, 1992–1998
- Jonathan Larmonth Meakins, 1992–2003
- James P. Waddell, 1998–2011
- Garth L. Warnock, 2003–2013
- Edward Harvey, 2011–présent
- Vivian C McAlister, 2013–présent